# Gazoduc d'Asie centrale - Chine

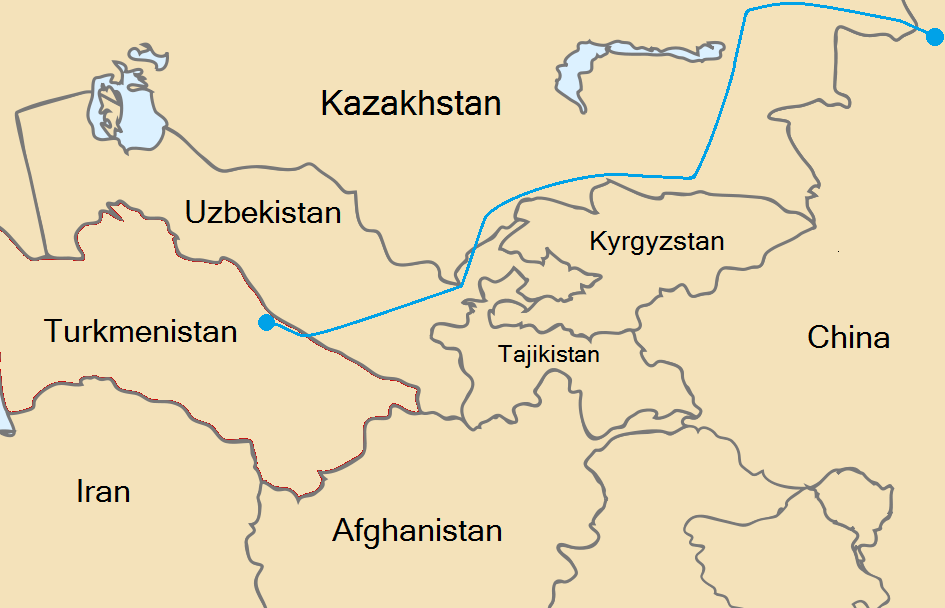
Carte du tracé du gazoduc d'Asie Centrale-Chine (2009).

Le gazoduc d’Asie centrale - Chine est un gazoduc reliant l’Asie centrale à la Chine (région autonome de Xinjiang). Mis en fonction le 14 décembre 2009, il pourra faire transiter de 30 à 40 milliards de mètres cubes par année depuis le Turkménistan.

## Description
Ce gazoduc traverse le Turkménistan, l’Ouzbékistan, le Kazakhstan et la Chine. Il mesure 1 833 kilomètres. Il est prévu pour faire transiter 40 milliards de mètres cubes de gaz naturel par an, vers la Chine,.
Les partenaires du projet sont la China National Petroleum Corporation, Turkmengaz, Uzbekneftegaz et KazMunayGas.

## Intérêt
L'afflux de gaz turkmène contribuera de façon significative à ce que la Chine respecte ses besoins en énergie et stabilise sa consommation globale. En cas d'utilisation du gazoduc, les livraisons de gaz naturel augmenteront la consommation d'énergie de la Chine d'environ 2 %, ce qui permettra de réduire les émissions de dioxyde de carbone.

## Parcours
Le gazoduc commence sur la rive droite de l'Amou-Daria au Turkménistan. Il traverse l'Ouzbékistan à Olot. Au Kazakhstan, il traverse le col d'Alataw, ce qui permet de le relier à la Chine (à la région autonome de Xinjiang).

## Inauguration
La partie kazakhe du gazoduc a été inaugurée le 12 décembre 2009 lors de la visite du président chinois au Kazakhstan, Hu Jintao. Le 14 décembre 2009 est organisée une cérémonie à Saman-Depe lors de la visite de Hu Jintao au Turkménistan avec Gurbanguly Berdimuhamedow (président du Turkménistan), Islom Karimov (président de l'Ouzbékistan) et Noursoultan Nazarbayev (président du Kazakhstan).